# 沧州临港经济技术开发区
沧州临港经济技术开发区是中华人民共和国河北省沧州市黄骅市下辖的一个类似乡级单位。

## 行政区划
下辖以下地区：
临港化工园区社区虚拟社区。

## 經濟
2019年5月23日，在2019中國化工園區與產業發展論壇上，中國石油和化學工業聯合會公佈了2019年中國化工園區30強名單，滄州臨港經濟技術開發區排名第11。